# میرزا علی‌خان خطیبی
میرزا علی خان خطیبی مشهور به شکوه نظام از سیاستمداران ایرانی بود، که در دوره‌های پنجم و  هفتم بعنوان نماینده بیجار در مجلس شورای ملی حضور داشت.